# أليس كوربن هندرسون
أليس كوربن هندرسون (بالإنجليزية: Alice Corbin Henderson)‏ هي كاتِبة وشاعرة أمريكية، ولدت في 16 أبريل 1881 في سانت لويس في الولايات المتحدة، وتوفيت في 18 يوليو 1949 في Tesuque, New Mexico ‏ في الولايات المتحدة.